# Trofeo Andrea Chiarotti 2025
La Coppa Italia 2025 di hockey su slittino è la 6ª edizione del torneo, la terza con la denominazione di Trofeo Andrea Chiarotti, in memoria di Andrea Chiarotti. Nella stagione precedente il trofeo non era stato disputato.

## Formula
Come già nel 2022, la coppa è stata giocata tra le South-Tyrol Eagles e la squadra mista Tori Seduti/Armata Brancaleone, denominata Western Para Ice Hockey Team. A differenza di quell'edizione, che venne disputata in gara unica, saranno due gli incontri, disputati a Egna il 12 e 13 aprile 2025. Si aggiudicherà il trofeo la squadra che farà più punti sui due incontri. Le partite non prevedono la disputa di supplementari e tiri di rigore in caso di parità al termine dei tre tempi regolamentari, con l'eccezione del caso in cui, dopo il secondo incontro, le due squadre risultassero a pari punti.

## Incontri
| Arbitri: | Alexander Wiest Luca Grisenti |

|  |           | |
|  | Marcatori | 6:10 Larch (Depaoli) 9:19 Depaoli 17:38 Rosa (Depaoli, Boneccher) 23:45 Larch (Planker) 27:18 Larch (Rosa) 31:12 Larch (Enderle) 37:59 Winkler 41:35 Depaoli (Remotti Marnini) 43:09 Depaoli (Remotti Marnini) 44:35 Winkler (Depaoli) |

| Arbitri: | Alexander Wiest Luca Grisenti |

| |           |               |
| Enderle 4:16 Rosa (Depaoli) 5:38 Larch 8:18 Larch (Depaoli) 10:53 Rosa (Depaoli) 11:39 Remotti Marnini 27:28 Larch (Planker) 33:27 Planker (Depaoli) 33:55 Larch (Rosa, Enderle) 37:47 Depaoli 38:40 | Marcatori | 41:07 Machado |

Le South-Tyrol Eagles hanno vinto la Coppa Italia - Trofeo Andrea Chiarotti 2025.